# Alan Lennox-Boyd
Alan Tindal Lennox-Boyd, 1. wicehrabia Boyd of Merton CH (ur. 18 listopada 1904, zm. 8 marca 1983) – brytyjski polityk, członek Partii Konserwatywnej, minister w rządach Winstona Churchilla, Anthony’ego Edena i Harolda Macmillana.

## Życiorys
Wykształcenie odebrał w Sherborne School w Dorset oraz w Christ Church na Uniwersytecie Oksfordzkim. W 1940 r. uzyskał rangę porucznika Ochotniczej Rezerwy Royal Navy. W 1941 r. rozpoczął praktykę adwokacką w korporacji Inner Temple.
W 1931 r. został wybrany do Izby Gmin jako reprezentant okręgu Mid Bedfordshire. W 1938 r. został parlamentarnym sekretarzem w ministerstwie pracy. W 1939 r. był najpierw ministrem ds. bezpieczeństwa wewnętrznego, a następnie parlamentarnym sekretarzem w ministerstwie żywności. Był nim do 1940 r. W latach 1943–1945 był parlamentarnym sekretarzem w ministerstwie ds. produkcji lotniczej. W latach 1951–1952 był ministrem stanu w departamencie kolonii.
W 1952 r. objął stanowisko ministra transportu i lotnictwa cywilnego. W latach 1954–1959 był ministrem kolonii. Za jego urzędowania koloniami brytyjskimi przestały być Cypr, Ghana, Irak, Malezja i Sudan. W 1960 r. otrzymał tytuł 1. wicehrabiego Boyd of Merton i zasiadł w Izbie Lordów.
Był również zastępcą Lorda Namiestnika Bedfordshire w latach 1954–1960 i Kornwalii w 1965 r. Był również dyrektorem zarządzającym Arthur Guinness & Sons w latach 1959–1967.

## Życie prywatne
29 grudnia 1938 poślubił lady Patricię Guinness, córkę Ruperta Guinnessa, 2. hrabiego Iveagh, i Gwendolen Onslow, córki 4. hrabiego Onslow. Alan i Patricia mieli razem trzech synów:
- Simon Donald Rupert Neville Lennox-Boyd (ur. 1939), 2. wicehrabia Boyd of Merton
- Christopher Alan Lennox-Boyd (ur. 1941)
- Mark Lennox-Boyd (ur. 1943)